# Ben Zwiehoff
Ben Zwiehoff (ur. 22 lutego 1994 w Essen) – niemiecki kolarz szosowy i górski.
Zwiehoff początkowo uprawiał kolarstwo górskie. W wyścigu kolarstwa szosowego z kalendarza UCI zadebiutował w lipcu 2020, podczas Dookoła Mazowsza, a pierwszy zawodowy kontrakt w tej dyscyplinie podpisał przed sezonem 2021, dołączając do grupy Bora-Hansgrohe w wieku 27 lat.

## Osiągnięcia

### Kolarstwo górskie
Opracowano na podstawie:
2014
- 2. miejsce w mistrzostwach Europy (sztafeta)

2015
- 1. miejsce w mistrzostwach Europy (sztafeta)

2018
- 3. miejsce w mistrzostwach Niemiec (cross-country)

2019
- 2. miejsce w mistrzostwach Niemiec (cross-country)

## Rankingi

### Kolarstwo szosowe
| Rok             | 2021  | 2022 | 2023 | 2024 |
| --------------- | ----- | ---- | ---- | ---- |
| World Ranking   | 1073. | 664. | 205. | 393. |
| UCI Europe Tour | 794.  | 511. | -    | -    |
|                 |       |      |      |      |
| Źródło: UCI     |       |      |      |      |